# 上海銀行

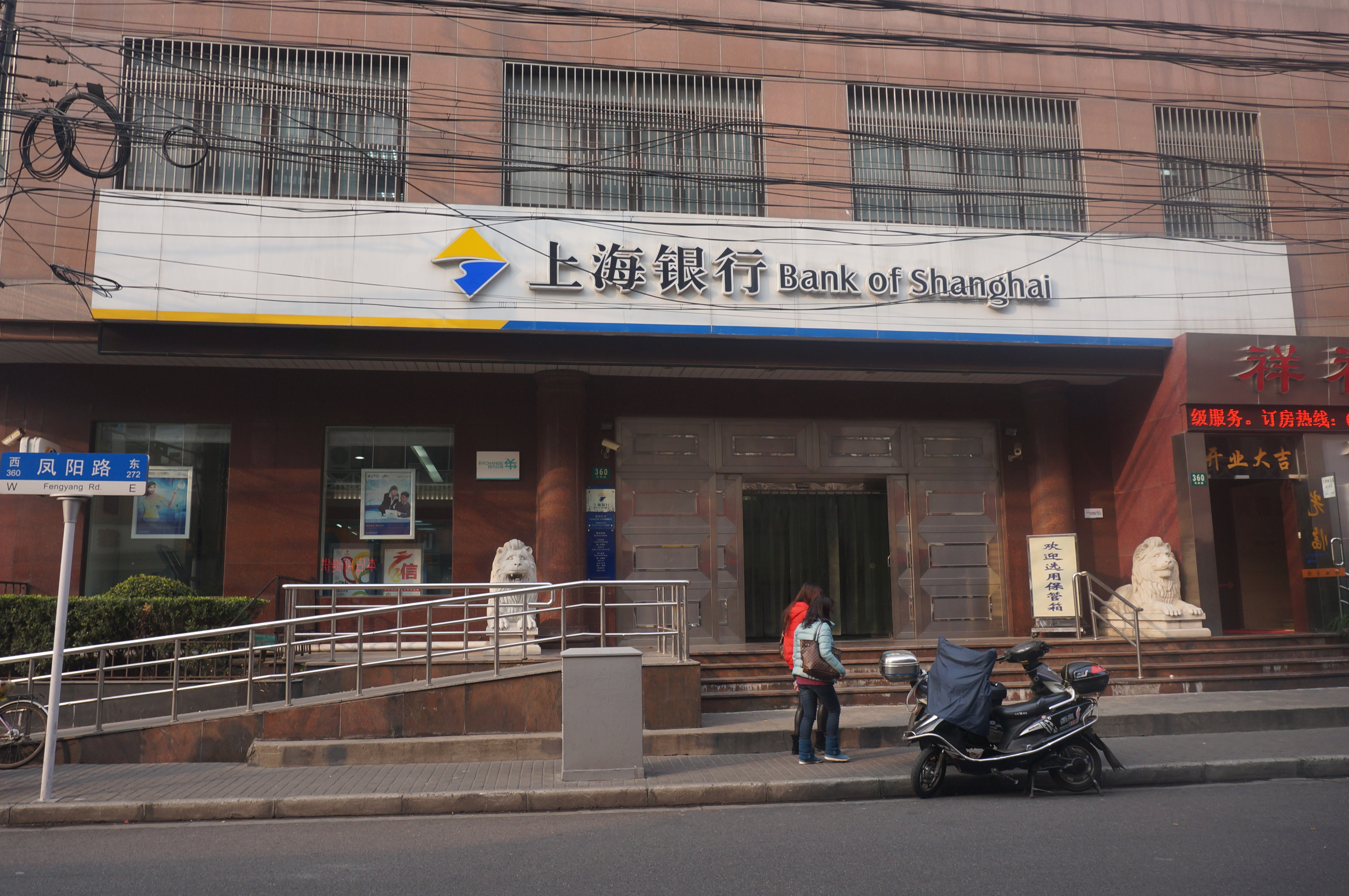
位于上海市黄浦区的一家上海银行支行

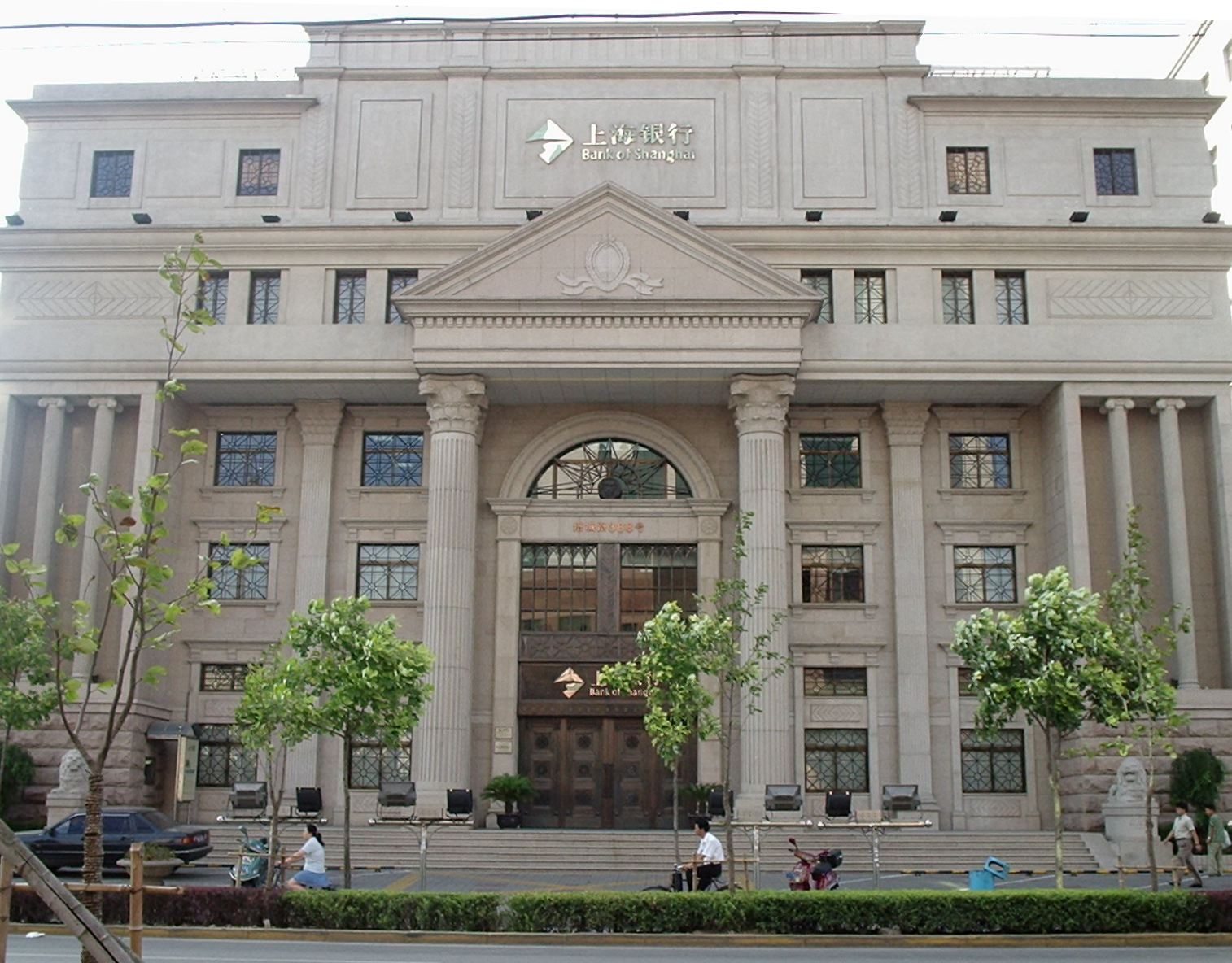
位于上海市嘉定区的一家上海银行支行

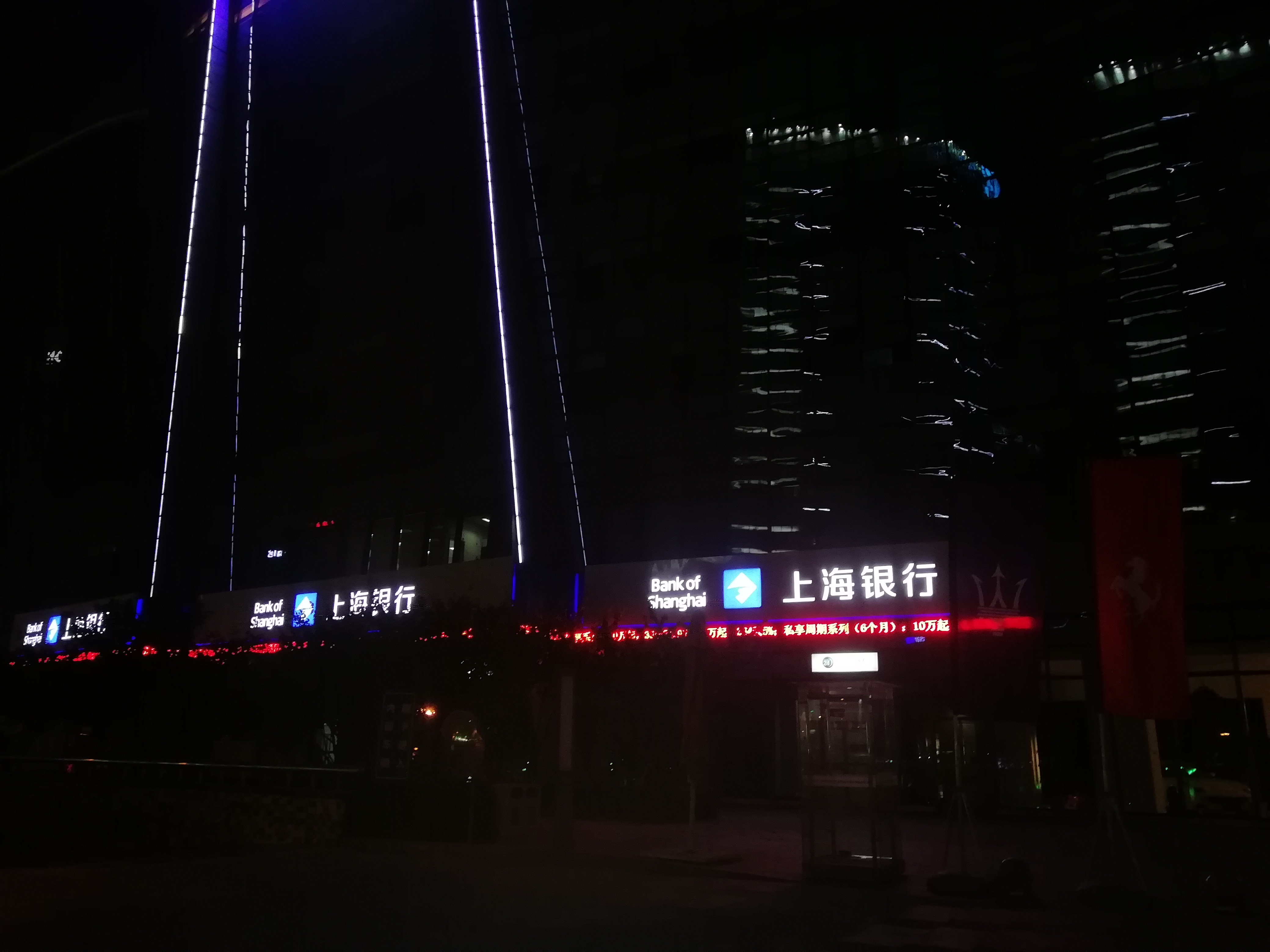
上海银行苏州分行

上海银行（英語：Bank of Shanghai，上交所：601229）是一家中国的城市商业银行，成立于1995年12月29日，总部位于上海。
1996年1月30日，上海市98家城市信用合作社和上海市城市信用合作社联社合并，组建上海城市合作银行。1998年7月16日，上海城市合作银行更改行名为上海银行股份有限公司。2000年11月20日完成名称变更登记。
截至2020年末，上海银行总资产24621.44亿元，较上年末增长10.06%；实现营业收入507.46亿元，同比增长1.90%；归属于母公司股东的净利润208.85亿元，同比增长2.89%。在《银行家》杂志公布的2020年全球银行1000强中，按一级资本排名位列全球银行业第73位。
上海银行目前在上海、北京、深圳、天津、成都、宁波、南京、杭州、苏州、无锡、绍兴、南通、常州、盐城、温州等城市设立分支机构，形成长三角、京津冀、粤港澳大湾区和中西部重点城市的布局框架；发起设立四家村镇银行、上银基金管理有限公司、上海尚诚消费金融股份有限公司，设立境外子公司上海银行（香港）有限公司，并通过其设立了境外投行机构上银国际有限公司。

## 发展历程
1999年9月和2001年12月，上海银行分别吸收了国际金融公司和香港上海汇丰银行、上海商业银行等外资银行的参股投资。
2006年，上海银行被允许办理异地业务，成为中国第一家异地经营的城市商业银行；随即上海银行宁波分行开业。2007年10月22日，上海银行南京分行开业。2008年1月2日，上海银行杭州分行开业，同年11月18日，成都分行开业。2009年5月20日，深圳分行开业，同年12月16日，北京分行开业。
2011年8月10日國際金融公司（IFC）出售持有的上海銀行7%股份給中國投資有限責任公司。2013年9月29日，上海银行成为首批入驻中国（上海）自由贸易试验区的银行之一。
2013年5月收購建行（亞洲）財務銀行牌照後，隨即易名為上海銀行（香港）。上海銀行（香港）有限公司屬於有限制持牌銀行，於2013年6月7日正式啟業，是上海銀行首家境外子公司。據該行資料，上海銀行（香港）截至六月底總資產為2.61億元，普通股一級資本比率為28.7%。
2013年12月10日，香港上海汇丰银行将其所持有的上海银行8%的股权出售给桑坦德银行。
2016年11月16日上海銀行首日在上海証券交易所掛牌上市，公開發行股數不超過6.0045億股，占發行後總股本10%，每股17.77元人民幣，集資106.7億元人民幣。

## 主营业务
- 存款与贷款
- 国内外结算
- 票据承兑与贴现
- 买卖、发行或代理发行金融或政府债券
- 同业拆借
- 外汇买卖
- 银行卡业务
- 代理收付款项及保险业务
- 保险箱业务

## 股東
1. 上海聯和投資有限公司，持股14.68%
2. 上海國際港務，持股8.30%
3. 桑坦德银行，持股6.54%
4. TCL集團，持股5.58%
5. 中國建銀投資，持股4.84%
6. 中船国际贸易有限公司，持股4.08%
7. 中国平安人寿保险股份有限公司，持股3.48%
8. 香港上海商业银行，持股3.00%
9. 上海市静安区财政局，持股2.05%

## 争议事件

### 客户资料外泄事件
2022年9月及2023年5月至7月期间，中国金管会陆续截获民众反映上海银行的客户资料外泄问题。后续核查结果显示，有1.4万名客户资料遭到外泄。
2023年11月17日，中国国家金融监督管理局上海监管局连开两张罚单，共因涉嫌32项违法违规事实，合计对上海银行罚款1380万元。